# Laye (Burkina Faso)
Laye ist sowohl eine Gemeinde (französisch commune rurale) als auch ein dasselbe Gebiet umfassendes Departement im westafrikanischen Staat Burkina Faso in der Region Plateau Central und der Provinz Kourwéogo. Die Gemeinde hat 12.264 Einwohner.